# De Staatsloterij Schaatsmarathon Amsterdam 2023
De Marathonschaatsen 2023/2024 De Staatsloterij Schaatsmarathon was de negende wedstrijd van het marathonseizoen die op 17 december 2023 op de Jaap Edenbaan in Amsterdam. In de voorgaande jaren werd het marathonseizoen traditioneel geopend in Amsterdam. Door de renovatie van de Jaap Eden IJsbaan, afgelopen zomer, werd de eerste wedstrijd van het Marathonschaatsen 2023/2024 voor de zekerheid naar Groningen verplaats. Met de Staatsloterij Schaatsmarathon wordt de gerenoveerde ijsbaan 'gevierd'.
Bart Swings won de wedstrijd bij de top-divisie mannen. De sprint werd vroeg ingezet door Daan Gelling die vanuit de kopgroep de sprinters op een klein gaatje wist te zetten. Swings dichtte als eerste het gat en hield in de laatste meters vervolgens Harm Visser achter zich. Hiermee zette Swings de stand in de tweestrijd met Visser weer gelijk op 2-2. De top-divisie wedstrijd bij de vrouwen won Irene Schouten. Schouten dubbelde in de Staatsloterij Schaatsmarathon het peloton samen met Marijke Groenewoud en klopte haar ploeggenote in de sprint. Het duo bracht na een aantrekkelijke wedstrijd een matte finale op het ijs waarin ze elkaar niet aanvielen. Maaike Verweij klopte in de pelotonsprint om de derde plaats Evelien Vijn en Iris van der Stelt en completeerde het groene podium.

## Tijdschema
| um                      | Tijd (CET) | Onderdeel           |
| ----------------------- | ---------- | ------------------- |
| Zondag 17 december 2023 | 15:00      | Top-divisie vrouwen |
| Zondag 17 december 2023 | 16:00      | Top-divisie mannen  |

## Podia
| Klasse             | Eerste         | Tweede             | Derde          |
| ------------------ | -------------- | ------------------ | -------------- |
| Topdivisie mannen  | Bart Swings    | Harm Visser        | Daan Gelling   |
| Topdivisie vrouwen | Irene Schouten | Marijke Groenewoud | Maaike Verweij |

## Top-divisie mannen[3]
| #      | Rijder               | Nationaliteit | Ploeg                           | Ronden |
| ------ | -------------------- | ------------- | ------------------------------- | ------ |
| Goud   | Bart Swings          | België        | OKAY/Interfarms                 | 125    |
| Zilver | Harm Visser          | Nederland     | Jumbo-Visma                     | 125    |
| Brons  | Daan Gelling         | Nederland     | Royal A-ware                    | 125    |
| 4      | Sjoerd den Hertog    | Nederland     | Royal A-ware                    | 125    |
| 5      | Jeroen Janissen      | Nederland     | OKAY/Interfarms                 | 125    |
| 6      | Jordy Harink         | Nederland     | Royal A-ware                    | 125    |
| 7      | Luc ter Haar         | Nederland     | Bouwselect / De Haan Westerhoff | 125    |
| 8      | Crispijn Ariëns      | Nederland     | Team Reggeborgh                 | 125    |
| 9      | Mats Stoltenborg     | Nederland     | Jumbo-Visma                     | 125    |
| 10     | Jorrit Bergsma       | Nederland     | Jumbo-Visma                     | 125    |
| 11     | Kevin Hoekstra       | Nederland     | Bouwselect / De Haan Westerhoff | 125    |
| 12     | Peter Michael        | Nieuw-Zeeland | A6.nl / KMC                     | 125    |
| 13     | Stefan Wolffenbuttel | Nederland     | OKAY/Interfarms                 | 125    |
| 14     | Joram Verkerk        | Nederland     | VGR Sport / Mechan Groep        | 125    |
| 15     | Roel Boek            | Nederland     | Port of Amsterdam               | 125    |
| 16     | Tom den Heijer       | Nederland     | Sportchaletviehhofen.at         | 125    |
| 17     | Maikel Stam          | Nederland     | VGR Sport / Mechan Groep        | 125    |
| 18     | Yves Vergeer         | Nederland     | OKAY/Interfarms                 | 125    |
| 19     | Wisse Slendebroek    | Nederland     | OKAY/Interfarms                 | 125    |
| 20     | Ruben Marinus        | Nederland     | Sprog                           | 125    |

125 ronden
1:08:21uur (gem. 32.8sec) 43.9km/h

## Uitslag vrouwen[4]
| #      | Rijder                    | Nationaliteit | Ploeg                               | Ronden |
| ------ | ------------------------- | ------------- | ----------------------------------- | ------ |
| Goud   | Irene Schouten            | Nederland     | Team Albert Heijn Zaanlander        | 81     |
| Zilver | Marijke Groenewoud        | Nederland     | Team Albert Heijn Zaanlander        | 81     |
| Brons  | Maaike Verweij            | Nederland     | Team Albert Heijn Zaanlander        | 80     |
| 4      | Evelien Vijn              | Nederland     |                                     | 80     |
| 5      | Iris van der Stelt        | Nederland     | PEER racefietsen Wijk en Aalburg    | 80     |
| 6      | Pien van den Bos          | Nederland     | Wokke Vastgoed                      | 80     |
| 7      | Emma Engbers              | Nederland     | VGR Sport / Vreugdenhil Dairy Foods | 80     |
| 8      | Elsemieke van Maaren      | Nederland     | BDM-BTZ                             | 80     |
| 9      | Lianne van Loon           | Nederland     | KNSB Inline Selectie                | 80     |
| 10     | Gioya Lancee              | Nederland     | BDM-BTZ                             | 80     |
| 11     | Arianna Pruisscher        | Nederland     | Team Albert Heijn Zaanlander        | 80     |
| 12     | Esther Kiel               | Nederland     | BDM-BTZ                             | 80     |
| 13     | Hilde Noppert             | Nederland     | Bouwbedrijf de Vries                | 80     |
| 14     | Merel Bosma               | Nederland     | BDM-BTZ                             | 80     |
| 15     | Beau Wagemaker            | Nederland     | PGM Bakker                          | 80     |
| 16     | Anna Marit Sybrandi       | Nederland     | Boltrics                            | 80     |
| 17     | Esmée Brommer             | Nederland     | PGM Bakker                          | 80     |
| 18     | Loesanne van der Geest    | Nederland     | PGM Bakker                          | 80     |
| 19     | Carla Ketellapper-Zielman | Nederland     | Vector                              | 80     |
| 20     | Tessa Snoek               | Nederland     | VGR Sport / Vreugdenhil Dairy Foods | 80     |

80 ronden
0:46:36uur (gem. 34.9sec) 41.2km/h

### Snelste wedstrijdgemiddelde
| Klasse              | Snelste gemiddelde       | Tijd     | Ronden | Schaatsster    | Nationaliteit | Ploeg                        |
| ------------------- | ------------------------ | -------- | ------ | -------------- | ------------- | ---------------------------- |
| Top-divisie Mannen  | 43,9 km/h (gem. 32,8sec) | 01:08:21 | 125    | Bart Swings    | België        | OKAY/Interfarms              |
| Top-divisie Vrouwen | 41,2 km/h (gem. 34,9sec) | 00:46:36 | 80     | Irene Schouten | Nederland     | Team Albert Heijn Zaanlander |

Marathon Cup 1 · 
Marathon Cup 2 · 
Marathon Cup 3 ·
Marathon Cup 4 · 
Marathon Cup 5 · 
Marathon Cup 6 · 
Marathon Cup 7 · 
Marathon Cup 8 · 
Staatsloterij Schaatsmarathon · 
Marathon Cup 9 · 
NK kunstijs · 
Marathon Cup 10 · 
Eerste schaatsmarathon op natuurijs · 
Tweede schaatsmarathon op natuurijs · 
Marathon Cup 11 · 
Marathon Cup 12 · 
Grand Prix 1 · 
Open NK natuurijs · 
Grand Prix 2 · 
Grand Prix 3 ·
Marathon Cup 13 ·
Marathon Cup 14 · 
Grand Prix 4 · 
Grand Prix 5 · 
Grand Prix 6 ·  
Marathon Cup 15
Klassementen: KNSB Cup ·
Jongeren · 
Ploegen ·
Grand Prix ·
Club-assistent Brabantcup ·
Natuurijs vierdaagse
Lijst van schaatsmarathonrijders 2023/2024